# Барстичяйское староство
Барсти́чяйское староство (лит. Barstyčių seniūnija) — одно из 8 староств Скуодасского района, Клайпедского уезда Литвы. Административный центр — местечко Барстичяй.

## География
Расположено на севере-западе Литвы, в юго-восточной части Скуодасского района, на Западно-Жямайтском плато, недалеко от побережья Балтийского моря. 
Граничит с Нотенайским староством на западе, Илакяйским — на севере, Жидикайским староством Мажейкяйского района — на востоке, а также Жемайчю-Калварийским и Плателяйским староствами Плунгеского района — на востоке и юге.

## Население
Барстичяйское староство включает в себя местечко Барстичяй 11 деревень.